# Plectris tetraphylla
Plectris tetraphylla är en skalbaggsart som beskrevs av Frey 1967. Plectris tetraphylla ingår i släktet Plectris och familjen Melolonthidae. Inga underarter finns listade i Catalogue of Life.